# Bantiganahalli, Kadur
Bantiganahalli là một làng thuộc tehsil Kadur, huyện Chikmagalur, bang Karnataka, Ấn Độ.